# The Lady (film)
Pour les articles homonymes, voir Lady (homonymie).
Pour plus de détails, voir Fiche technique et Distribution.
The Lady est un long-métrage britannique réalisé par Luc Besson, sorti en 2011. Il s'agit d'un film biographique sur la femme politique birmane Aung San Suu Kyi, ici incarnée par Michelle Yeoh et David Thewlis interprète, quant à lui, Michael Aris.

## Synopsis
Surnommée « The Lady », Aung San Suu Kyi est une femme politique birmane, opposante de la junte. Dès 1988, elle quitte Londres et sa famille pour revenir en Birmanie pour son engagement politique. Elle souhaite mener un combat politique non-violent pour la liberté d'expression et la démocratie dans une Birmanie en proie à une dictature militaire oppressante et sanguinaire et poursuivre le combat de son père, le général Aung San, assassiné en 1947.
Aung San Suu Kyi est aussi confrontée à un dilemme cornélien : rentrer en Angleterre auprès de l'homme de sa vie, Michael Aris (David Thewlis), atteint d'un cancer de la prostate, ou poursuivre le combat pour la démocratie dans son pays.

## Fiche technique
Sauf indication contraire, les informations mentionnées dans cette section peuvent être confirmées par la base de données cinématographiques IMDb,  présente dans la section « Liens externes ».
- Titre original : The Lady
- Réalisation : Luc Besson
- Scénario : Rebecca Frayn (en)
- Musique : Éric Serra
- Direction artistique : Dominique Moisan, Gilles Boillot, Stéphane Robuchon et Thierry Zemmour
- Décors : Hugues Tissandier
- Costumes : Olivier Bériot
- Photographie : Thierry Arbogast
- Son : Ken Yasumoto
- Montage : Julien Rey
- Production : Andy Harries, Luc Besson, Virginie Silla et Jean Todt
- Sociétés de production : EuropaCorp, Left Bank Productions et France 2 Cinéma
- Sociétés de distribution : Cinéart (Belgique), Entertainment Film Distributors (Royaume-Uni), EuropaCorp Distribution (France), Métropole Films Distribution (Québec), Pathé Films AG (Suisse romande)
- Budget : 22,1 millions d'euros[1]
- Pays de production :  Royaume-Uni
- Langues originales : anglais et birman
- Format : couleur — 2.35:1 • 35 mm — Dolby SRD • DTS
- Genre : drame biographique
- Durée : 127 minutes
- Dates de sortie[2] :
  - France, Suisse romande : 30 novembre 2011
  - Belgique : 21 décembre 2011
  - Royaume-Uni : 30 décembre 2011
  - Québec : 4 mai 2012

## Distribution
- Michelle Yeoh (VF : Ivana Coppola) : Aung San Suu Kyi
- David Thewlis (VF : Bernard Alane) : Michael Aris (et son frère jumeau Anthony)
- William Hope (VF : Vincent Violette) : James Baker
- Jonathan Raggett (VF : Arthur Pestel) : Kim Aris
- Jonathan Woodhouse (VF : Tony Marot) : Alexander Aris
- Susan Wooldridge : Lucinda Philips
- Benedict Wong (VF : Xavier Béja) : Karma Phuntsho
- U Htun Lin (VF : Igor De Savitch) : le général Ne Win
- Agga Poechit : Than Shwe

Sources et légende : Version française (V. F.)

## Production

### Développement
The Lady est au départ un scénario écrit par la romancière Rebecca Frayn, femme du producteur Andy Harries. En 2007, le couple l'envoie à l'actrice Michelle Yeoh. Séduite, cette dernière en parle à un ami de son compagnon Jean Todt, Luc Besson. Le réalisateur retravaille alors le script, qui manquait selon lui d'une réelle trame et d'un méchant emblématique,. Une fois le scénario achevé, Luc Besson tente de contacter Aung San Suu Kyi, à l'époque en résidence surveillée. « Il fallait compter deux mois pour qu'elle reçoive une missive. Et autant pour obtenir une réponse. » Pour ne pas éveiller les soupçons des autorités birmanes, le film est développé sous le titre Dans la Lumière (Into the Light en anglais).

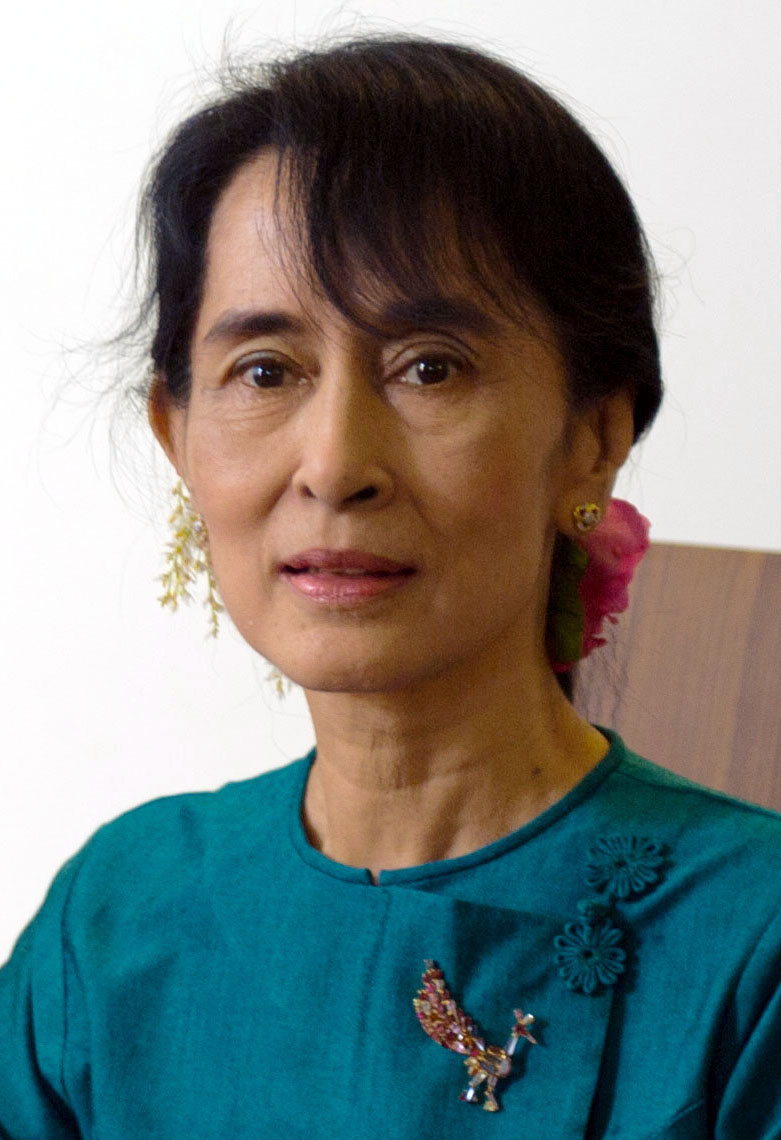
Aung San Suu Kyi en décembre 2011.

Aung San Suu Kyi donne alors son autorisation, après avoir visionné quelques films du réalisateur.

### Tournage
Le tournage débute de manière très secrète en Thaïlande, à l'été 2010. Aucune information n'avait filtré dans la presse, car Luc Besson ne voulait pas que le gouvernement birman fasse pression sur les autorités thaïlandaises pour expulser l'équipe. Le réalisateur y commence donc un tournage de manière incognito : « J'y suis allé cet été avec un visa que j'avais demandé, il y a un an, et muni d'une petite caméra numérique dont les images sont remarquables. En bermuda et en tongs, j'ai pu mettre en boîte des plans sur lesquels on incrustera, en postproduction, les comédiens et des figurants. ».
À l'automne 2010, Luc Besson est rejoint par une équipe plus importante et engage de nombreux figurants. Malgré l'importance grandissante du tournage, rien ne filtre dans la presse, même pas en France. « J'avais demandé à tout le monde de rester discret sur ce projet, afin que les dirigeants birmans n'en aient pas connaissance et ne fassent pas pression sur le gouvernement thaïlandais pour nous expulser. […] Chez nous, l'information serait sortie rapidement. En Orient, non. C'est une question de philosophie et de respect. ».
Le titre The Lady est également tenu secret au début du tournage : il aurait alerté les autorités birmanes, puisque c'est le surnom d'Aung San Suu Kyi.
L'équipe s'envole ensuite pour Oxford, en Angleterre. Luc Besson y invite d'ailleurs de nombreux journalistes, pour enfin présenter son film et faire taire de nombreuses rumeurs. Ce fait est rare dans la carrière du réalisateur, très opposé aux journalistes depuis certaines critiques assassines envers son film Le Grand Bleu en 1988.
Après l'Angleterre, Luc Besson rejoint les studios de Bry-sur-Marne, dans le Val-de-Marne.
Lieux de tournage
- Bangkok,  Thaïlande
- Birmanie
- Oxford, Oxfordshire,  Angleterre
- Paris

### Musique
Albums de Éric Serra
Arthur 3 : La Guerre des deux mondes
(2010) Lucy
(2014)
La musique du film est composée par Éric Serra, qui signe, ici, sa 13e collaboration avec Luc Besson. En plus des compositions originales, le film contient des musiques classiques dont le Canon de Pachelbel ainsi que le 2e mouvement du concerto pour piano no 23 de Mozart. De plus, le générique de fin est la chanson Soldier of Love du groupe Sade.
Liste des titres
1. Once Upon a Time in Burma
2. The Young Lady
3. Sad Morning in Oxford
4. Love the Wonderland
5. The Red Scarf
6. Rangoon Family Home
7. The Shewdagon Pagoda Speech
8. Glories of the Raj
9. Pamphlets for Democracy
10. Daw Suu and the Burmese Tribes
11. The Funeral of Daw Khin Kyi
12. A Flower through the Gun Line
13. Long Way to Democracy
14. Be Gentle with Yourself
15. Under House Arrest
16. Hunger Strike
17. The Last Hug
18. Landslide Victory
19. Burmese Rain
20. Nobel Peace Prize 2011
21. Banners of Freedom
22. Lady in Waiting
23. So Happy You Are Here
24. Unwavering Love
25. Letter from Mikie
26. Be of Good Cheer
27. Mum Sends Her Love
28. What Kind Of Freedom Is That
29. When The Angels Call
30. The Steel Orchid
31. Seytcha Seytcha
32. Soldier of Love (Sade)

## Accueil

### Critiques
The Lady reçoit des critiques assez mitigées. Sur le site Allociné, il obtient une moyenne 2.4⁄5 pour 24 titres de presse recensés.
Du côté des avis positifs, Caroline Vié écrit dans 20 minutes que « Michelle Yeoh a trouvé le rôle de sa vie ». Dans Le Figaroscope, Marie-Noëlle Tranchant pense que le film est « un exercice d'admiration réussi » avec « du spectacle mais pas d'esbroufe, de l'émotion mais contenue par la dignité et le détachement de la Dame ». Pierre Vavasseur du Parisien apprécie The Lady qui « n'a rien du biopic traditionnel. C'est, au contraire, un film qui place la dimension romantique au cœur d'un combat pour la liberté ». Dans Écran Large, Laurent Pécha décrit le film comme « un devoir de mémoire orchestré par un Besson appliqué ». Florence Ben Sadoun de Elle écrit que c'est « une grande histoire rendue possible par la force de l'amour » dans laquelle le réalisateur « place sa caméra du côté de l'intime ». Dans Le Journal du dimanche, Stéphanie Belpêche déclare que « Luc Besson nous frappe en plein cœur ».
Du côté des critiques moins positives, on peut lire dans Ouest-France « Trop admiratif et respectueux, Luc Besson brosse un portrait lisse et neutre qui avance tranquillement sans cultiver complètement les émotions et les enseignements d'un combat exemplaire ». Aurélien Allin de Cinemateaser trouve que le film est « émouvant par moments, malgré un sérieux problème de point de vue ». Dans Le Monde, Thomas Sotinel regrette que « Malgré ses deux heures de projection, ses figurants par centaines, ses acteurs d'exception, The Lady n'offre pas plus d'informations et d'émotions qu'une image pieuse ». Pour Joachim Lepastier des Cahiers du cinéma, le film n'est qu'« une hagiographie clinquante qui vire au concours de scènes-LOL ». Dans TéléCinéObs, Guillaume Loison écrit « Besson s'en tient au portrait Wikipedia option mélo qui tache ».

### Box-office
Le film n'a pas eu un grand succès. Il n'enregistre que 495 943 entrées en France, et 3 404 191 de dollars de recettes mondiales.

## Distinctions

### Récompenses
- Cinema for Peace Awards 2012 : prix International Human Rights pour Luc Besson[9]
- Durban International Film Festival 2012 : prix du public du meilleur film

### Nomination
- Satellite Awards 2011 : meilleure actrice pour Michelle Yeoh

## Expulsion de Michelle Yeoh
Le 22 juin 2011, l'avion arrivé sur l'aéroport international de Yangon (Birmanie), Michelle Yeoh s'est brusquement vue expulsée par un responsable de la junte, expliquant qu'elle est désormais sur sa liste noire. Les raisons de sa venue et de son expulsion restent encore inexpliquées.